# Carchenata
Carchenata, Kerknata o Kerknatta (in croato Krknata) è una piccola isola della Dalmazia settentrionale, in Croazia, che fa parte dell'arcipelago zaratino. Si trova nel mar Adriatico centrale, affiancata alla costa orientale dell'Isola Lunga. Amministrativamente appartiene al comune di Sale, nella regione zaratina.

## Geografia
Carchenata si trova a sud-est di punta Sman (rt Žman), di valle Smancizza (uvala Žmanšćica) e del villaggio di Sman (Žman), un tempo chiamato Mezano. È parallela a nord-est della riviera di Terstenich (Trstenica) ed è situata a nord della valle Treporti (uvala Triluke) e del villaggio di Zaglava (Zaglav). L'isola occupa una superficie di 0,392 km², ha uno sviluppo costiero di 3,44 km e un'altezza massima di 16 m s.l.m. Ha una forma irregolare con una punta che si allunga a sud-sud-est e misura circa 1,3 km di lunghezza. La sua distanza minima dalla costa dell'Isola Lunga è di 370 m. Su tutto il suo lato sud-ovest ci sono dei piccoli moli d'attracco.

### Isole adiacenti
- Vacca[3][6][12] o Vaka[7] (Krava), isolotto rotondo a est di Carchenata, a 270 m[2] circa di distanza; ha una superficie di 0,042 km²[1], la costa lunga 0,76 m[1] e l'altezza di 23 m 43°57′50″N 15°08′47″E.
- Vacca Grande[13], Vacca orientale[3], Tukosiak[7] o Tucoschaco[5][6] (Tukošćak), di forma ovale, 1,6 km a est di Vacca; ha una superficie di 0,04 km²[1], la costa lunga 0,76 m[1] e l'altezza di 28,8 m 43°57′46″N 15°10′11″E.

### Cartografia
- (HR) Mappa topografica della Croazia 1:25000, su preglednik.arkod.hr. URL consultato l'8 aprile 2017.
- G. Giani, Carta prospettiva delle Comuni censuarie della Dalmazia, foglio 2, 1839. Fondo Miscellanea cartografica catastale, Archivio di Stato di Trieste.
- Carta di cabottaggio del mare Adriatico, foglio VII, Milano, Istituto geografico militare, 1822-1824. URL consultato l'8 aprile 2017 (archiviato dall'url originale il 13 aprile 2013).